# TÜV Saarland
Der TÜV Saarland ist aus dem 1871 gegründeten Pfälzischen Dampfkessel-Revisions-Verein hervorgegangen und eines der deutschen TÜV-Unternehmen.

## Hintergründe
Die TÜV Saarland Holding ist eine Gesellschaft mit beschränkter Haftung (GmbH) mit Sitz in Sulzbach/Saar und gehört zu 74,9 % dem TÜV Saarland e. V. und zu 25,1 % der TÜV Saarland Stiftung. Sie bündelt das operative Geschäft des TÜV Saarland.
Die TÜV Saarland Holding hält Anteile an Beteiligungsunternehmen und verbundenen Unternehmen im In- und Ausland in den Geschäftsbereichen Technische Beratung, ZfP (Zerstörungsfreie Prüfung), IT-Sicherheit, Datenschutz und Zertifizierung.
Neben dem Beteiligungsmanagement stellt die Holding zentrale Dienstleistungen für die Unternehmen der TÜV Saarland Gruppe bereit. Dazu gehören vor allem die Finanz- und Personalbuchhaltung sowie IT-Services. Der Vorstand des TÜV Saarland ist Thomas Klein. 
Geschäftsführer der TÜV Saarland Holding GmbH ist Thorsten Greiner.

## Geschichte
Im Jahr 1990 erwirtschaftete der TÜV Saarland mit 254 angestellten Personen einen Umsatz von umgerechnet 13 Millionen Euro.
Das Unternehmen hat seinen ursprünglichen Satzungsauftrag „Schutz von Menschen, Umwelt- und Sachgütern vor nachteiligen Auswirkungen technischer Anlagen oder Einrichtungen aller Art“, sich aber neue Tätigkeitsschwerpunkte gegeben, um trotz seiner geringen Größe seine Selbständigkeit zu erhalten.
So verkaufte der TÜV Saarland im Jahre 1998 74,9 Prozent seines Industriegeschäftes an die SGS Deutschland und 2005 ebenfalls 74,9 Prozent seines Kfz-Geschäftes an den TÜV Rheinland. Damit sind die beiden traditionellen „TÜV-typischen“ Arbeitsgebiete einschließlich ihrer unternehmerischer Führung faktisch an zwei miteinander konkurrierende Unternehmensgruppen abgegeben worden. Die jeweiligen Rest-Beteiligungen von 25,1 Prozent hält der TÜV Saarland e. V., der weiterhin Träger wichtiger amtlicher Anerkennungen und Akkreditierungen ist, zum Beispiel als Technische Prüfstelle für den Kraftfahrzeugverkehr im Saarland.
Zugleich entwickelte er neue Arbeitsgebiete, die jeweils in einer eigenen GmbH angesiedelt sind, an der der TÜV Saarland über seine Holding GmbH 10 bis 100 Prozent der Anteile hält.
Im Jahr 2017 erzielte die mittlerweile aus 19 operativen Tochter- und Beteiligungsgesellschaften bestehende TÜV Saarland-Gruppe mit ca. 650 Beschäftigten einen Umsatz von rund 79 Millionen Euro (einschlieschlich Minderheitsbeteiligungen am Industriegeschâft und KfZ Geschäft); die TÜV Saarland Holding und ihre verbundenen Unternehmen erzielten einen Umsatz von EUR 33 Mio.

## Weitere Arbeitsgebiete
Die Gesellschaft TÜV Saarland Bildung + Consulting GmbH, gegründet im Jahr 1993, bietet über zwei Niederlassungen und zwei Büros bundesweit Seminare in den Fachgebieten Arbeitssicherheit, Umweltschutz, Qualitätsmanagement, Elektrotechnik, Gebäudetechnik und Anlagentechnik/Instandhaltung an. Unter der Marke impuls Akademie führt sie Seminare für betriebliche Führungskräfte in den Bereichen Management/Führung, Lager/Logistik, Hygiene/Pflege durch.
Die ZWP Anlagenrevision GmbH bietet auf der Basis einer Exklusiv-Lizenz der Fraunhofer-Gesellschaft bundesweit und international die zerstörungsfreien Prüfverfahren LIMAtest für Licht- und Abspannmasten und CORRfinder für industrielle Rohrleitungen an. Beide Verfahren beruhen auf dem EMUS(EMAT)-Verfahren zur elektromagnetischen Erzeugung von Ultraschallwellen.
Seit Anfang 2008 gehören zur TÜV-Saarland-Unternehmensgruppe auch die VECTOR Technische Unternehmensberatung GmbH und die SECTOR Cert GmbH, die Personal für alle zerstörungsfreien Prüfverfahren in den Stufen (Levels) 1, 2 und 3 ausbilden und zertifizieren und auch in Tschechien, Bulgarien, Mazedonien und in der Türkei tätig sind.
Seit dem 1. Januar 2012 gehört die Inviso Service GmbH zur TÜV Saarland-Gruppe und wurde 2004 mit der Idee gegründet, den Besichtigungs- und Bewertungsprozess im Rahmen von Immobilienfinanzierungen zu verbessern und diese Dienstleistung bundesweit anzubieten. Seit 1. April 2014 firmiert das Unternehmen unter dem Namen TÜV Saarland Immobilienbewertung GmbH am gleichen Standort in Saarbrücken. Das Unternehmen versteht sich nach wie vor als Servicepartner u. a. von Banken und Sparkassen, aber auch von Versicherungen und sonstigen Interessengruppen im Immobilienmarkt. Neu hinzugekommen ist die Zulassung als Gerichtsgutachter für den Amtsgerichtsbezirk Saarbrücken.
Zum 1. Juli 2013 hat die TÜV Saarland Holding GmbH die Mehrheit der Geschäftsanteile der SG-Qualitätssicherungs GmbH in Castrop-Rauxel erworben. Das Unternehmen bietet seit über 25 Jahren umfangreiche Dienstleistungen im Bereich zerstörungsfreie Prüfverfahren an. Mit diesem Erwerb verstärkt die TÜV Saarland-Gruppe wesentlich ihre Kompetenzen in diesem Geschäftsfeld.
Eine Minderheitsbeteiligung der TÜV Saarland Holding besteht bei der authorized.by GmbH einer Autorisierungsplattform mit Echtzeit-Siegel für den digitalen Handel.
Im Jahre 2000 wurde vom TÜV Saarland e. V.  und der TÜV Saarland Holding GmbH die gemeinnützige TÜV Saarland Stiftung gegründet. Die Stiftung unterstützt die Forschung und Lehre im Bereich der Sicherheitstechnik und artverwandter Fachgebiete. Neben der Errichtung eines neuen Studienganges an der HTW des Saarlandes „Sicherheitsmanagement“, vergibt die Stiftung regelmäßig Stipendien im Rahmen des Deutschlandstipendiums. Daneben werden immer wieder kleinere Projekte an den beiden saarländischen Hochschulen finanziell unterstützt, die sich mit den vorgenannten Arbeitsgebieten befassen. Stiftungsvorstand ist Hans-Jürgen Hoffmann. Im November 2009 wurde beurkundet, dass der TÜV Saarland e. V.  25,1 Prozent seiner Gesellschaftsanteile an der TÜV Saarland Holding GmbH als Zustiftung auf die TÜV Saarland Stiftung übertragen hat.